# Mikołaj Radziwiłł (generał major)
Mikołaj Radziwiłł herbu Trąby (ur. 1 sierpnia 1748, Berdyczów, zm. 1811) – generał major i komendant dywizji armii Wielkiego Księstwa Litewskiego w latach 1789–1791, szef Regimentu Gwardii Konnej Wielkiego Księstwa Litewskiego, książę Świętego Cesarstwa Rzymskiego.
Był elektorem Stanisława Augusta Poniatowskiego w 1764 roku z Księstwa Żmudzkiego. Był członkiem Komisji Wojskowej Obojga Narodów w 1788 roku. Był komisarzem cywilnym z Prowincji Wielkiego Księstwa Litewskiego w tej komisji w 1792 roku.
W 1792 roku odznaczony Orderem Orła Białego, w 1765 roku odznaczony został Orderem Świętego Huberta.